# Notomys amplus
Espèce
Statut de conservation UICN

 EX  : Éteint
Statut CITES
Notomys amplus est une espèce éteinte de rongeurs de la famille des Muridae.

## Noms vernaculaires
Cette espèce portait les noms communs suivants :
- Souris sauteuse d'Australie à queue courte ;
- Souris kangourou d'Australie à queue courte ;
- Souris sauteuse d'Australie du grand désert.

## Publication originale
- (en) Charles Walter Brazenor, « Two new rats from Central Australia », Memoirs of the National Museum, Melbourne, Melbourne, Inconnu, vol. 9,‎ 1936, p. 5–8 (ISSN 0311-9548, DOI 10.24199/J.MMV.1936.9.01, lire en ligne).